# Trybunał inkwizycji w Llerenie
Trybunał inkwizycji w Llerenie – jeden z trybunałów hiszpańskiej inkwizycji, mający jurysdykcję nad regionem Estremadura. Działał od 1484 do 1820, jednak aż do około 1525 nie miał ustalonej, stałej siedziby.

## Historia
Pierwsze wzmianki o działalności inkwizycyjnej w regionie Estremadury pochodzą jeszcze sprzed utworzenia hiszpańskiej inkwizycji. W 1467 w Llerenie miejscowy wikariusz przeprowadził proces przeciwko czterem marranom (konwertytom z judaizmu oskarżonym o potajemne wyznawanie dawnej wiary), z czego na dwóch nałożono pokutę, a dwóch innych zostało spalonych żywcem na stosie. Ponieważ w następnych latach podejrzenia wobec konwertytów z judaizmu nasilały się, w 1480 doszło do utworzenia w Hiszpanii inkwizycji pod kontrolą monarchów. Pierwsze trybunały powstały w Sewilli (1480), Kordobie (1482) oraz Ciudad Real i Jaen (1483).
W Estremadurze pierwszych inkwizytorów mianowano w grudniu 1484. Zostali nimi Pedro Sanchez de Calancha oraz Francisco Sanchez de la Fuente. Przez pierwszy rok działali na terenie egzymowanego przeoratu hieronimickiego w Guadalupe (do grudnia 1485), następnie w hrabstwie Belalcázar (1486/87). W 1488 ich następcy Tristan de Medina i Juan de Santa Maria mieli już jurysdykcję nad całą Estremadurą. Jednakże aż do 1524/25 trybunał ten nie miał definitywnie ustalonej siedziby, przeważnie rezydując w Llerenie, Plasencii lub Meridzie. Jak wynika z zachowanych źródeł, inkwizytorzy dokonywali w tym okresie regularnych wizytacji całego regionu, ze szczególnym uwzględnieniem miejscowości o znacznym odsetku konwertytów żydowskiego pochodzenia (np. Badajoz, Fregenal de la Serra, Bejar, Guadalcanal). Około 1525 definitywnie ustalono siedzibę trybunału w miejscowości Llerena.
W pierwszym okresie działalności trybunału (1484–1537) jego głównym przedmiotem zainteresowania były liczne w Estremadurze społeczności marranów, które podejrzewano o potajemne wyznawanie judaizmu. Od około 1538 zainteresowanie inkwizytorów zwróciło się ku pilnowaniu ortodoksji tzw. starych chrześcijan (kastylijskiego pochodzenia), których zaczęto ścigać za stosunkowe drobne występki przeciw wierze i moralności (zwłaszcza za tzw. proposiciones, czyli nieortodoksyjne opinie wygłaszane przy różnych okazjach bez intencji szerzenia jakiegokolwiek odstępstwa religijnego). Procesy przeciw domniemanym judaizantom nadal stanowiły jednak znaczny odsetek spraw, a ponownie nasiliły się w latach 60. XVI wieku, gdy do Estremadury zaczęli przyjeżdżać marrani z Portugalii, uciekający przed tamtejszą inkwizycją. Z kolei w latach 1570–1582 trybunał z Llereny prowadził postępowania przeciwko jednej z najliczniejszych w Hiszpanii grupie tzw. alumbrados. W przeciwieństwie do judaizantów, byli oni traktowani dość łagodnie, nikogo nie skazano na śmierć i tylko przywódców skazano na galery.
Po stłumieniu powstania morysków (Hiszpanów arabskiego pochodzenia) z Grenady w 1568 wielu z nich zostało przesiedlonych w głąb Hiszpanii, w tym do Estremadury. Z uwagi na podejrzenia o potajemne praktykowanie religii muzułmańskiej, stawali się obiektem zainteresowania inkwizytorów. Trybunał w Llerenie zaczął systematycznie badać poglądy religijne przesiedlonych morysków od 1584. Jednak w latach 1609–1614 społeczność tę całkowicie wygnano z Hiszpanii. Mimo to, jeszcze w 1632 w rejonie Alcantary inkwizytorzy odkryli grupę kilkunastu morysków, którzy powrócili z wygnania i jednocześnie kontynuowali potajemnie swoje praktyki religijne. Potraktowano ich jednak stosunkowo łagodnie, a część spraw w ogóle nie zakończyło się wyrokami.
Po wygnaniu morysków, przez następnych ponad sto lat, głównym celem represji ze strony trybunału w Llerenie byli portugalscy marrani, którzy osiedlali się w Hiszpanii. Estremadura, jako rejon przygraniczny, była w znaczącym stopniu dotknięta tą imigracją. Szczególne nasilenie prześladowań tej grupy miał miejsce w latach 20. i 60.  XVII wieku oraz w latach 20. XVIII wieku. Surowe wyroki przeciwko marranom zapadały w Llerenie aż do połowy XVIII stulecia. Jeszcze w 1752 spalono wizerunki sześciorga zbiegłych judaizantów oraz zwłoki jednej kobiety zmarłej przed końcem procesu.
Po wkroczeniu do Hiszpanii wojsk napoleońskiej Francji w 1808, inkwizytorzy Llereny opowiedzieli się po stronie obalonej dynastii Burbonów i wydali manifest potępiający kolaborancką postawę wielkiego inkwizytora Ramóna José de Arce i Rady Najwyższej i Generalnej Inkwizycji w Madrycie (tzw. Supremy). Trybunału w Llerenie nie objęło tym samym zarządzone w grudniu 1808 przez władze napoleońskie zniesienie hiszpańskiej inkwizycji. Jednakże również w obozie antyfrancuskim silna była opozycja wobec inkwizycji i w 1813 Kortezy w Kadyksie również uchwaliły jej zniesienie. W 1814 król Ferdynand VII, po klęsce Napoleona, powrócił na tron i przywrócił inkwizycję, w tym jej trybunał w Llerenie. Jednak liberalna rewolucja w 1820 zniosła ją definitywnie.

## Obszar jurysdykcji
Jurysdykcja trybunału początkowo obejmowała egzymowany przeorat hieronimicki Guadalupe i okręg Belalcazar, jednak najpóźniej w 1488 została rozszerzona na większą część Estremadury. W 1507 obejmowała diecezje Plasencia, Coria, Badajoz oraz egzymowane przeoraty San Marcos de León zakonu Santiago oraz Alcantara zakonu Alcantara. W latach 1510–1512 okręgi Guadalupe i Belalcázar przeniesiono pod władzę trybunału z Toledo, jednak stratę tę zrekompensowano dodaniem diecezji Ciudad Rodrigo w 1517.
Ostatecznie, po roku 1517 w skład okręgu trybunału z Llereny wchodziły diecezje Ciudad Real, Plasencia, Coria, Badajoz oraz egzymowane przeoraty Alcantara i San Marcos de León.

## Archiwum i statystyki z działalności
Archiwum trybunału w Llerenie zostało zniszczone po zniesieniu tego trybunału w 1820. Wprawdzie obecnie w Narodowym Archiwum Historycznym w Madrycie znajduje się zbiór zatytułowany Tribunal de la Inquisición de Llerena, jednak jest to jedynie niewielka kolekcja obejmująca wyłącznie dokumenty dotyczące skonfiskowanego majątku tego trybunału oraz fragmenty jego rejestrów finansowych. Dlatego historia trybunału w Llerenie odtwarzana jest głównie na podstawie dokumentacji z archiwum Rady Najwyższej i Generalnej Inkwizycji (tzw. Supremy) w Madrycie. Suprema od połowy XVI wieku wymagała od lokalnych trybunałów przesyłania corocznych raportów z działalności (relaciones de causas). W przypadku Llereny zachowały się 84 takie raporty z okresu od 1552 do 1694, informujące łącznie o 2851 procesach, w wyniku których 47 osób zostało straconych, a 89 skazano zaocznie lub pośmiertnie i spalono in effigie. Z kolei z lat 1701–1746 zachowały się relacje z co najmniej pięciu ceremonii autos da fe, w wyniku których  jedną osobę spalono, a 45 skazano na inne kary.
Z okresu sprzed połowy XVI wieku zachowała się część dokumentacji procesowej trybunału, mianowicie dokumentacja ze śledztw prowadzonych w Guadalupe i Belalcazar w latach 1485–1487. Kiedy bowiem w latach 1510–1512 oba subdystrykty przeniesiono pod jurysdykcję trybunału z Toledo, również akta prowadzonych tam postępowań przekazano do archiwum inkwizycji w Toledo, które w przeciwieństwie do archiwum z Llereny ocalało. Dane wynikające z tej dokumentacji są następujące:
- Guadalupe – 230 osób dokonało autodenuncjacji w okresie łaski, z czego jednak większość nie uniknęła procesu. Odbyło się łącznie 226 procesów, w wyniku których zapadło co najmniej 196 wyroków, w tym 71 skazano na karę śmierci i spalono, 32 zmarłe osoby ekshumowano i spalono ich zwłoki, 13 osób skazano zaoczne, 17 skazano na więzienie, 38 osób wygnano, 21 osób otrzymało kary pokutne, a 4 osoby zostały uniewinnione
- Belalcázar – 323 osoby zostały pojednane z Kościołem w okresie łaski, następnie odbyły się procesy przeciwko 110 osobom. 31 z nich skazano na śmierć i spalono, 76 spalono in effigie (w tym 16 skazanych zaocznie i 60 pośmiertnie), a zaledwie 3 osoby skazano na inne kary.

Zachowały się także listy osób skazanych przez inkwizycję w subdystryktach Fregenal (1491–1511) i Badajoz (od 1493). We Fregenal 366 osób pojednało się z Kościołem w okresie łaski w 1491/92, a następnie w latach 1493–1511 stracono 26 osób, zaocznie potępiono i spalono in effigie 7 osób, ekshumowano i spalono zwłoki 163 osób, a 45 skazano na łagodniejsze kary. Z kolei w Badajoz w latach od 1493 do połowy XVI wieku spalono na stosie 30 osób, 89 osób spalono in effigie (wizerunki osób zmarłych lub nieobecnych), a 50 pojednano z Kościołem i skazano na łagodniejsze kary.
Pomiędzy 1552 a 1767 w Llerenie przed miejscowym trybunałem inkwizycji udokumentowanych jest ogółem 7719 spraw, w tym 5083 w wieku XVI (od 1552), 2182 w wieku XVII i 454 w wieku XVIII (do 1767).
Ostatnia faktyczna egzekucja w Llerenie odbyła się w 1723, gdy spalono kobietę oskarżoną o potajemne wyznawanie judaizmu. Natomiast ostatnia egzekucja in effigie miała miejsce w 1752, gdy taki wyrok zapadł wobec siedmiu osób.